# Francisco Boix
Francesc Boix Campo (Barcelona, 31 de agosto de 1920 - París, 4 de julio de 1951) fue un fotógrafo y militante comunista español. Luchó en el Ejército Republicano durante la guerra civil española y durante la Segunda Guerra Mundial estuvo internado en campos de concentración nazis. Durante su estancia en Mauthausen realizó un gran número de fotografías que en la posguerra fueron claves para sentenciar a dirigentes y colaboradores nazis en los juicios de Núremberg.

## Biografía
Su padre era sastre. Transmitió a su hijo su pasión por la fotografía. Durante su juventud fue un militante de las Juventudes Socialistas Unificadas de Cataluña, y durante la guerra civil española actuó como fotógrafo de la revista Juliol y en 1938 combatió en la 30.ª División del Ejército de la Segunda República Española. En febrero de 1939 se exilió en Francia y fue internado en los campos de Vernet d'Ariège y de Septfonds. De allí salió para formar parte de una Compañía de Trabajadores extranjeros, integrada en el Ejército francés. También participó en la Resistencia francesa.

### Mauthausen
En mayo de 1940, como muchos españoles, cayó prisionero de las fuerzas alemanas que invadían Francia. Tras pasar por el Campo de prisioneros de guerra (Stalag XI-B, en Bad Fallingbostel), donde aprendió alemán, a principios de 1941 fue enviado al Campo de concentración de Mauthausen-Gusen (en Austria, entonces integrada en el III Reich), donde murieron dos tercios de los más de 8.000 españoles allí internados. En Mauthausen, Boix, registrado con el número 5.185, declaró que su profesión era la de fotógrafo y que sabía alemán. Por intercesión de otro español, Antonio García, trabajó la mayor parte de su periodo de internamiento en el laboratorio fotográfico que la Administración del campo Erkennungsdienst (servicio de identificación) destinaba principalmente a usos policiales. Hasta 1945 consiguió ocultar un importante número de negativos que mostraban aspectos de la cruda realidad del campo y de las prácticas de exterminio de los presos. En muchas de ellas aparecían también los rostros de los SS responsables del campo y de altos jerarcas del nazismo que lo visitaron.

### Después de la Segunda Guerra Mundial
Tras su liberación de Mauthausen, Boix trabajó en Francia como reportero gráfico para la prensa cercana al Partido Comunista Francés (L'Humanité, Ce Soir, Regards). A su regreso a París se encontró con el rechazo del Partido Comunista Francés, que consideraba perdedores a los prisioneros de los campos de concentración. Como el partido no tenía interés en las fotos de Boix, éste optó por publicarlas por su cuenta. Las fotos fueron publicadas finalmente en la revista Regards, causando una gran conmoción.

#### Juicios de Núremberg

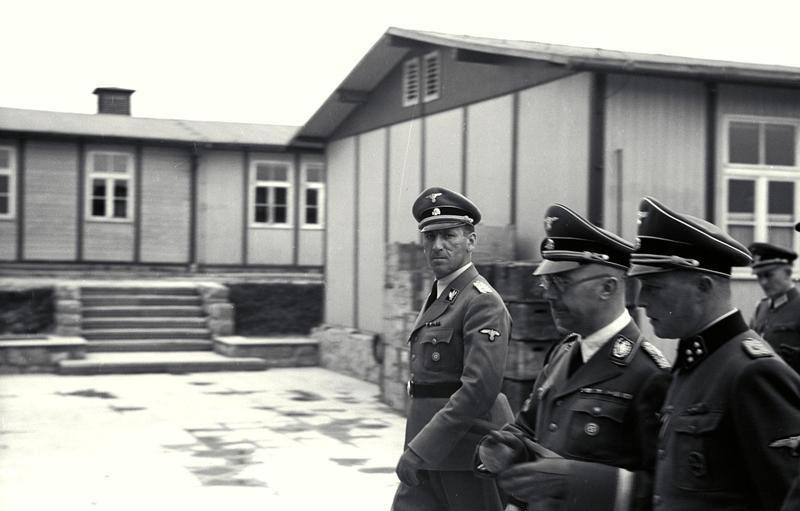
Ernst Kaltenbrunner junto a Himmler en una visita al Campo de concentración de Mauthausen, en una de las fotografías de prueba sacadas por Boix y luego empleadas en los Juicios de Nuremberg.

En 1946 Boix fue testigo en dos procesos contra criminales de guerra nazis: ante el Tribunal Internacional de Núremberg testificó (llamado por la acusación francesa) contra altos jerarcas nazis, como Ernst Kaltenbrunner y Albert Speer. Cuando el general de las SS y responsable de la Gestapo, Kaltenbrunner señaló en su declaración que las fotos de Boix eran un montaje, el fiscal francés mostró los negativos salvados por Boix donde se aprecia a Kaltenbrunner junto al líder de las SS, Heinrich Himmler.
En su declaración fueron proyectadas algunas de las fotografías que habían sido preservadas de la destrucción en Mauthausen. Boix también declaró en el proceso estadounidense celebrado en Dachau contra 61 acusados de crímenes en Mauthausen y también allí fueron mostradas sus fotografías.
Falleció en París a la edad de 30 años, probablemente debido a una enfermedad renal relacionada con su periodo en Mauthausen. Fue enterrado en el cementerio parisino de Thiais.
Los negativos de Boix, propiedad de la Amical de Mauthausen, han sido depositados en el Museo de Historia de Cataluña.

### Entierro en Père Lachaise

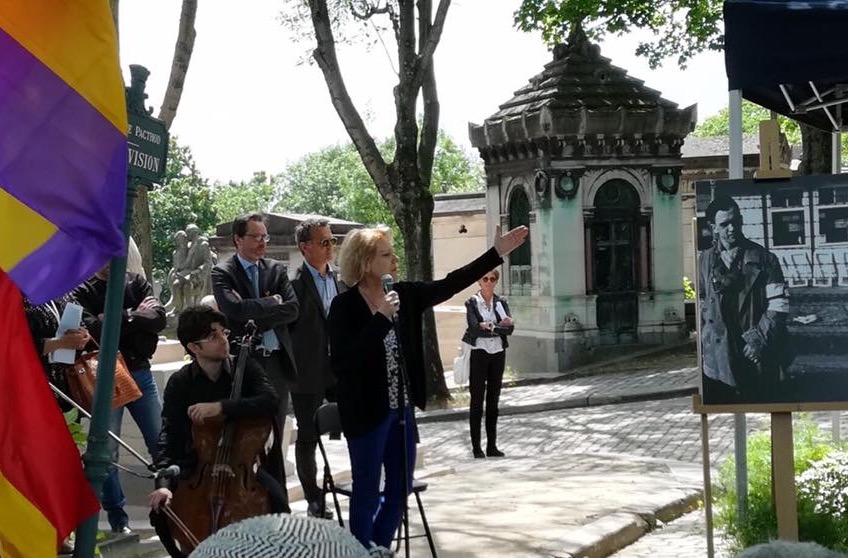
Marina Rossell cantando en el cementerio del Père-Lachaise.

El 16 de junio de 2017 los restos mortales del fotógrafo de Mauthausen fueron exhumados de la humilde y escondida tumba del camposanto de Thiais y fueron enterrados con honores en el cementerio del Père Lachaise.
En la placa que señala la tumba reza:

"Deportado en 1941 a la edad de veinte años al campo de Mauthausen. Animado por un gran coraje, birló a las SS documentos fotográficos abrumadores para los nazis."

El acto contó con la presencia de la alcaldesa de París, Anne Hidalgo, entre otros.

## Obras sobre Boix

### Libros
- Francisco Boix, el fotógrafo de Mauthausen: Libro de Benito Bermejo publicado en 2002 por la Editorial RBA.[12] Bermejo investigó durante varios años la figura de Boix y sus fotografías así como de la localización de los archivos fotográficos capturados a los SS del Campo de concentración de Mauthausen-Gusen.

- La historia de Francisco Boix y las fotografías robadas a los SS de Mauthausen: Versión corregida y aumentada del libro de 2002 publicada en 2016.[13]

- Le Photographe de Mauthausen: Novela gráfica publicada por la editorial belga Le Lombard, que narra la historia de Francisco Boix y el robo de las fotografías. Está guionizada por Salva Rubio,[14] dibujada por Pedro J. Colombo[15] y coloreada por Aintzane Landa. Se ha publicado en castellano en abril de 2018 en Barcelona por Norma Editorial.[16]

### Filmografía
- Francisco Boix, Un fotógrafo en el infierno: documental realizado en 2000 por Lorenzo Soler, que recorre la biografía de Francisco Boix, incluyendo las imágenes y el sonido de su declaración en Núremberg en 1946.

- El fotógrafo de Mauthausen: biopic español dirigido por Mar Targarona y protagonizado por Mario Casas, estrenado el 26 de octubre de 2018 basado en hechos reales de la vida de Boix.